# Елла Голл
Елла Голл (англ. Ella Hall) (нар. 17 березня 1896 — пом. 3 вересня 1981) — американська акторка епохи німого кіно. Знялася в 94 стрічках у період з 1912 по 1933 роки. Її дочка Еллен Голл — теж акторка, яка у 1940-х роках знімалася у фільмах категорії В.

## Вибрана фільмографія
| Рік  |   | Українська назва         | Оригінальна назва             | Роль                |
| ---- | - | ------------------------ | ----------------------------- | ------------------- |
| 1914 | ф | Шпигун                   | The Spy                       | Френсіс Вортон      |
| 1916 | ф | Таємне кохання           | Secret Love                   | Арніс               |
| 1918 | ф | Котра жінка?             | Which Woman?                  | Доріс Стендіш       |
| 1918 | ф | Троє вершників           | Three Mounted Men             | невизначена роль    |
| 1921 | ф | Велика нагорода          | The Great Reward              | Принцеса            |
| 1922 | ф | Третій сигнал тривоги    | The Third Alarm               | Джун Рутерфорд      |
| 1933 | ф | Гіркий чай генерала Йєна | The Bitter Tea of General Yen | місіс Амелія Хансен |